# Езерна есетра
Езерната есетра (Acipenser fulvescens) е вид лъчеперка от семейство Есетрови (Acipenseridae). Видът е застрашен от изчезване.

## Разпространение
Видът е разпространен в Канада (Албърта, Манитоба и Саскачеван) и САЩ (Айова, Алабама, Арканзас, Върмонт, Луизиана, Минесота, Мисисипи, Мисури, Ню Йорк, Уисконсин и Южна Дакота).